# スオメンリンナの要塞
座標: 北緯60度08分37秒 東経24度59分04秒 / 北緯60.14361度 東経24.98444度
スオメンリンナの要塞（スオメンリンナのようさい）とは、フィンランドの首都ヘルシンキ市内の6つの島の上に建造された、海防のための星型要塞である。ユネスコの世界遺産に登録されており、観光客のみでなく、地元民にとっても行楽地として人気がある。当初の名称はスヴェアボリ（Sveaborg, スウェーデンの要塞）だったが、1918年に愛国主義的な理由からスオメンリンナ（スオミの城塞）と改称された。戦略的な地理位置にあるため、「北のジブラルタル」という異名がある。

## 歴史

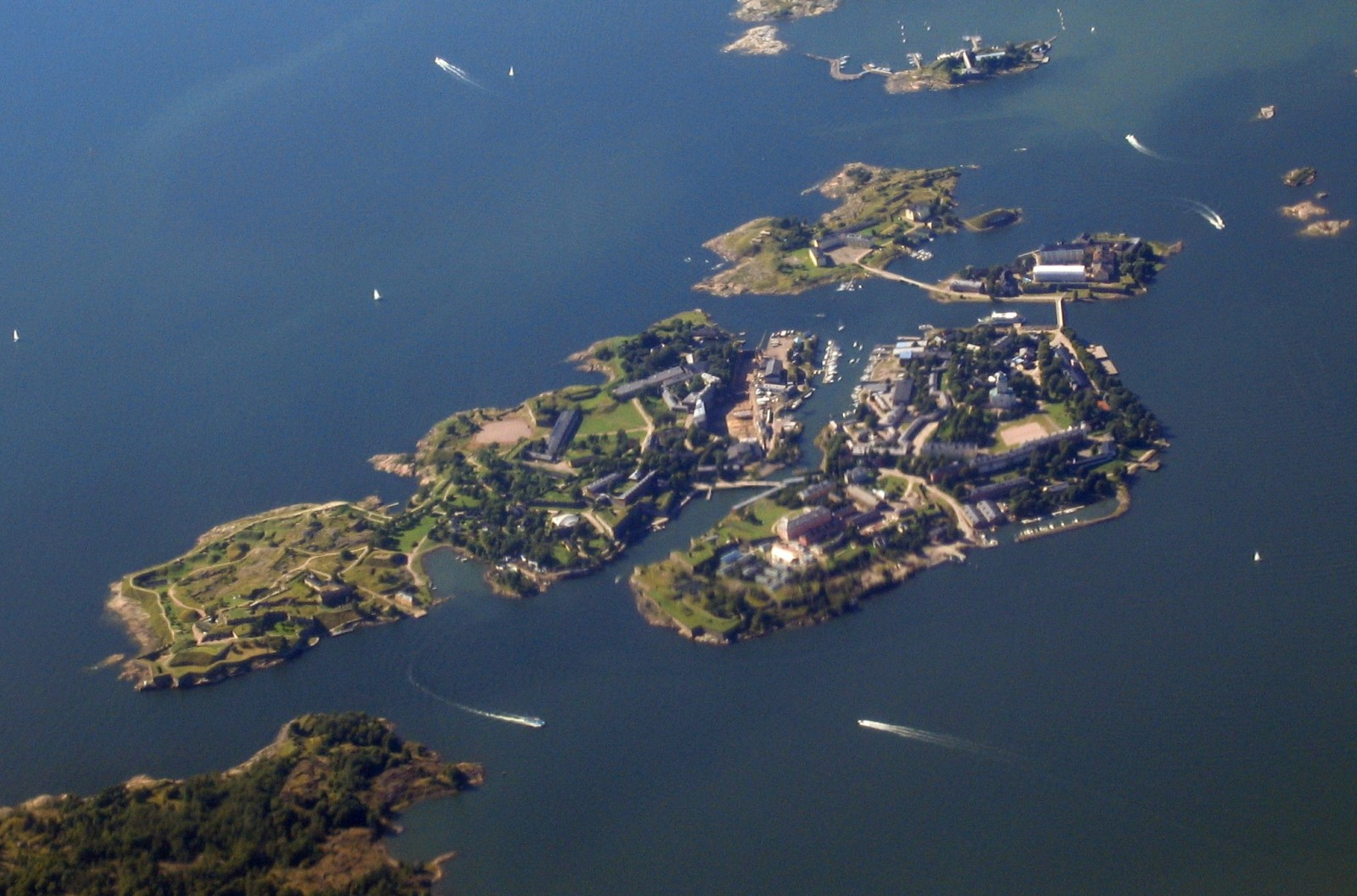
スオメンリンナ島

1748年にスウェーデン＝フィンランドは、ロシア帝国に対する守りを目的として要塞の建造に着手した。総責任者に任命されたのは、Augustin Ehrensvärdであり、その当初案には当代きっての築城の名手ヴォーバンの思想の強い影響が見られた。
島の要塞自体に加えて、本土の臨海要塞群が足がかりとなる海岸堡を築けないようにしていた。また、計画には駐留スウェーデン海軍とフィンランド分遣隊全体の軍需品の備蓄も盛り込まれていた。フィンランド戦争中の1808年5月3日に要塞はロシア軍に占領され、1809年のロシア軍によるフィンランド占領の足がかりとなったものの、この時には実害がほとんどなかった。しかし、1855年のクリミア戦争の際には、イギリス海軍とフランス海軍による艦隊の艦砲射撃で損害を被った。
1973年には民政下に置かれ、1991年に世界遺産に登録された。

## 登録基準
この世界遺産は世界遺産登録基準のうち、以下の条件を満たし、登録された（以下の基準は世界遺産センター公表の登録基準からの翻訳、引用である）。
- (4) 人類の歴史上重要な時代を例証する建築様式、建築物群、技術の集積または景観の優れた例。

## 茶室
2009年12月25日の『世界を変える100人の日本人! JAPAN☆ALLSTARS』で、2004年に茶道の流派の1つである裏千家フィンランド協会が政府に特別許可を取り、茶室を造って、フィンランドの人々に茶道を教えている。